# NGC 2283
NGC 2283 је спирална галаксија у сазвежђу Велики пас која се налази на NGC листи објеката дубоког неба.
Деклинација објекта је - 18° 12' 37" а ректасцензија 6h 45m 52,6s. Привидна величина (магнитуда) објекта NGC 2283 износи 12,2 а фотографска магнитуда 12,9. NGC 2283 је још познат и под ознакама ESO 557-13, MCG -3-18-2, IRAS 06436-1809, CGMW 1-369, PGC 19562.